# Sueños cotidianos
Sueños cotidianos (夜ごとの夢 Yogoto no yume?) es una película dramática muda japonesa de 1933 dirigida por Mikio Naruse y escrita por Tadao Ikeda.

## Sinopsis
Omitsu trabaja como camarera (hostess) en un bar del puerto y recibe a los marineros atracados. Desde que su marido se fuera hace tres años, ella mantiene sola a su hijo Fumio y comparte piso con una pareja que cuida de su hijo. Al regresar a casa después de unas semanas de ausencia, Omitsu se entera de que un hombre desconocido ha intentado verla en repetidas ocasiones.
El extraño resulta ser su esposo, Mizuhara, quien le ruega perdón y quiere ver a su hijo. Al principio, ella se muestra reticente, pero finalmente cede y la pareja se reconcilia. Mizuhara declara su intención de cuidar de su familia. Sin embargo, debido a su débil constitución, no puede encontrar trabajo. Durante una discusión, ella le insta a no darse por vencido, mientras que él le pide que busque un trabajo más «serio». Poco después, Fumio es atropellado por un coche y necesita atención hospitalaria que está fuera del alcance de sus padres. Para evitar que Omitsu vuelva a su trabajo de camarera, Mizuhara finge que tiene amigos que le prestarán dinero.
Más tarde esa noche, Mizuhara comete un robo. Cuando su esposa se da cuenta del crimen, rechaza el dinero e intenta convencerlo de que se entregue. El se va y le pide a Omitsu que cuide de su hijo. A la mañana siguiente, Omitsu se entera de que Mizuhara se ha ahogado. Ella rompe su nota de suicidio, culpándolo por su cobardía. Luego le ruega a su hijo que crezca y se convierta en un hombre fuerte.

## Elenco
- Sumiko Kurishima como Omitsu
- Tatsuo Saitō como Mizuhara, el marido de Omitsu
- Teruko Kojima como Fumio, el hijo de Omitsu
- Jun Arai como el vecino
- Mitsuko Yoshikawa como la esposa del vecino
- Takeshi Sakamoto como el capitán
- Kenji Oyama como un marinero
- Shigeru Ogura como un marinero
- Chōko Iida como el propietario
- Tsuruko Kumoi como una camarera
- Teruko Wakamizu como una camarera
- Ranko Sawa como el amigo de Omitsu

## Producción
Sueños cotidianos es un melodrama protagonizado por Sumiko Kurishima y considerada una de las mejores películas del debut de Mikio Naruse. El director señaló que elegir a una estrella como Sumiko Kurishima fue una prueba de que la productora, Shōchiku finalmente estaba reconociendo su importancia. Se puso especial cuidado durante el rodaje, que duró dos semanas, una duración relativamente larga en aquella época.

## Recepción
La película ocupó el tercer lugar entre las diez mejores películas japonesas de 1933 por la revista Kinema Junpō. Ese mismo año, la revista distinguió otra película de Naruse,  Lejos de ti, situándola en el cuarto lugar en el mismo listado.
El estudioso de cine Alexander Jacoby consideró está película, junto con Lejos de ti (1933) y Callejón sin salida (1934) de Naruse, como una serie de melodramas «de notable intensidad, donde la felicidad potencial se ve frustrada por entornos hostiles y responsabilidades prácticas», demostrando «un considerable virtuosismo estilístico».
Keith Uhlich de Slant Magazine le dio a la película cuatro de cuatro estrellas, diciendo: «[c]omo muchas películas de Naruse de los años 30, Sueños cotidianos es algo desquiciada estilísticamente, sin embargo, los constantes y rápidos empujones y cortes frenéticos (particularmente durante un sorprendente montaje de piernas corriendo) parecen más psicológicos que en obras comparativamente más llamativas como La hija adoptiva y Callejón sin salida».
El crítico de Midnight Eye, Roger Macy, afirmó que el filme «es posiblemente una de las películas japonesas más famosas de la era del cine mudo y ha tenido considerable atención en la literatura [...] [l]a historia se desarrolla con un ritmo magníficamente medido, con escenas de gran comedia y otras de mucho patetismo, que representan el mundo de la gran depresión para aquellos que están en lo más bajo del montón».

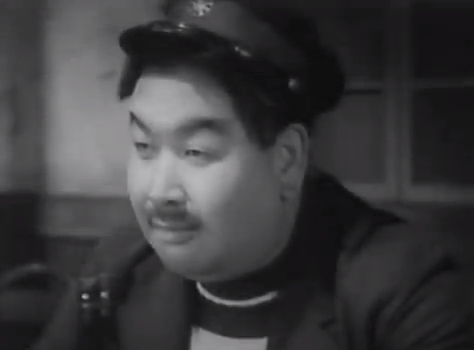
Kenji Ōyama como uno de los dos marineros en un fotograma de la película

Jean Narboni revela en esta película la influencia del cine occidental. Establece una conexión con Los muelles de Nueva York (The Docks of New York, 1928) de Josef von Sternberg por el ambiente portuario (pintura de los muelles, el bar donde trabaja Omitsu y la gente que lo frecuenta), el uso de la luz y los movimientos de cámara así como el clima de desesperación. Esta influencia también se siente a través de los dos personajes de amables marineros (Shigeru Ogura y Kenji Ōyama) que recuerdan a El Gordo y el Flaco, así como a la relación entre un desafortunado padre y su hijo que evoca El chico (1921) de Charlie Chaplin.
La película se exhibió en el Museo de Arte Moderno (MoMA) en 1985 como parte de su retrospectiva sobre Mikio Naruse y en el Festival Internacional de Cine de Berlín en 2007 en su programa «Retrospektive».

## Vídeo doméstico
En 2011, la película se lanzó en un DVD de cinco películas de la mano del sello Eclipse de The Criterion Collection. El título Silent Naruse incluía cinco películas mudas realizadas entre 1931 y 1934.